# Micrathyria stawiarskii
Micrathyria stawiarskii – gatunek ważki z rodziny ważkowatych (Libellulidae). Występuje na terenie Ameryki Południowej.